# Бесполезный цикл (биохимия)
Бесполезный цикл (англ. futile cycle), также известный как цикл субстрата, или «холостой» цикл, представляет собой циклический биохимический процесс, возникающий, когда два метаболических пути одновременно проходят в противоположных направлениях и не имеют общего эффекта, кроме рассеивания энергии в виде тепла. Причина, по которой этот цикл был назван «бесполезным» циклом, заключалась в том, что казалось, что этот цикл работает без чистой пользы для организма. Изначально этот процесс считался причудой метаболизма и, таким образом, был назван бесполезным циклом. После дальнейшего исследования было обнаружено, что бесполезные циклы очень важны для регулирования концентраций метаболитов. Например, если бы гликолиз и глюконеогенез были активными одновременно, глюкоза была бы преобразована в пируват путем гликолиза, а затем обратно в глюкозу путем глюконеогенеза с общим потреблением АТФ. Бесполезные циклы могут играть роль в регуляции метаболизма, где бесполезный цикл будет системой, колеблющейся между двумя состояниями и очень чувствительной к небольшим изменениям активности любого из вовлеченных ферментов. Цикл действительно генерирует тепло и может использоваться для поддержания теплового гомеостаза, например, в бурой жировой ткани молодых млекопитающих, или для быстрого генерирования тепла, например, в летательных мышцах насекомых и у животных, находящихся в спячке, во время периодического возбуждения от оцепенения. Сообщалось, что цикл субстрата метаболизма глюкозы — это не бесполезный цикл, а регулирующий процесс. Например, когда внезапно требуется энергия, АТФ заменяется АМФ, гораздо более реактивным аденином.

## Пример
Пример бесполезного цикла — одновременное проведение гликолиза и глюконеогенеза, что описывается следующим уравнением:
Например, во время гликолиза фруктозо-6-фосфат превращается во фруктозо-1,6-бисфосфат в реакции, катализируемой ферментом фосфофруктокиназой 1 (PFK-1).
Но во время глюконеогенеза (то есть синтеза глюкозы из пирувата и других соединений) происходит обратная реакция, катализируемая фруктозо-1,6-бисфосфатазой (FBPase-1).
Общая реакция:
То есть происходит гидролиз АТФ без какой-либо полезной метаболической работы. Ясно, что если позволить этим двум реакциям протекать одновременно с высокой скоростью в одной и той же клетке, большое количество химической энергии будет рассеиваться в виде тепла. Поэтому этот неэкономичный процесс был назван бесполезным циклом.

## Роль бесполезного цикла в ожирении и гомеостазе
Существует не так много лекарств, которые могут эффективно лечить или обращать вспять ожирение. Ожирение может увеличить риск заболеваний, в первую очередь такими как диабет, гипертония, сердечно-сосудистые заболевания и даже некоторые виды рака. Исследование, посвященное лечению и профилактике ожирения, с использованием трансгенных мышей для экспериментов с сообщениями о положительных отзывах, предполагающих, что miR-378, несомненно, может быть многообещающим средством для профилактики и лечения ожирения у людей. Результаты исследования демонстрируют, что активация бесполезного цикла пируват-ФЕП в скелетных мышцах посредством miR-378 является основной причиной повышенного липолиза в жировых тканях трансгенных мышей miR-378 ,и это помогает организовать перекрестные помехи между мышцами и жиром для контроля энергетического гомеостаза у мышей.
Общее понимание бесполезного цикла — это субстратный цикл, возникающий, когда два перекрывающихся метаболических пути работают в противоположных направлениях, которые, будучи оставлены без регулирования, будут продолжать неконтролируемо развиваться без какого-либо фактического производства, пока вся энергия клеток не будет исчерпана. Однако идея, лежащая в основе исследования, указывает на то, что бесполезный цикл пируват-фосфоенолпируват, активированный miR-378, имеет регуляторное преимущество. Мало того, что miR-378 приводит к снижению жировой массы тела из-за усиленного липолиза, также предполагается, что бесполезные циклы регулируют метаболизм для поддержания энергетического гомеостаза. miR-378 выполняет уникальную функцию по регулированию метаболической связи между мышечной и жировой тканями, чтобы контролировать энергетический гомеостаз на уровне всего тела.

## Примеры бесполезных циклов, действующих у разных видов
Чтобы понять, как наличие бесполезного цикла помогает поддерживать низкий уровень АТФ и выделять тепло у некоторых видов, будут рассмотрены метаболические пути, связанные с взаимной регуляцией гликолиза и глюконеогенеза.
Плавательный пузырь многих рыб, например, данио — это орган, наполненный изнутри газом, который способствует их плавучести. Клетки газовой железы находятся там, где находятся капилляры и нервы. Анализ метаболических ферментов показал, что фермент глюконеогенеза фруктозо-1,6-бисфосфатаза (Fbp1) и гликолитический фермент глицеральдегид-3-фосфатдегидрогеназа (Gapdh) высоко экспрессируются в клетках газовых желез. Исследование показало, что характеристика плавательного пузыря рыбок данио не должна содержать какой-либо экспрессии гена фруктозо-1,6-бисфосфатазы. Известно, что ткань плавательного пузыря обладает очень высокой гликогенной активностью и не имеет глюконеогенеза, однако было обнаружено, что преобладающее количество Fbp экспрессируется. Это открытие указывает на то, что в клетках газовых желез Fbp формирует АТФ-зависимый метаболический бесполезный цикл. Выработка тепла критически важна для синтеза молочной кислоты клетками газовых желез, потому что этот процесс сильно подавляется, если накапливается АТФ.
Другой пример предполагает, что тепловыделение в плавательном пузыре фугу будет переноситься из места образования, однако оно все ещё может постоянно восстанавливаться обратно через чудесную сеть, чтобы поддерживать температуру газовой железы выше, чем в других частях тела.
Общая чистая реакция бесполезного цикла включает потребление АТФ и выделение тепла следующим образом:
АТФ + H2O -> АДФ + Pi + тепло
Ещё один пример бесполезного цикла, в результате которого выделяется тепло, можно найти у шмелей. Бесполезный цикл с участием Fbp и Pfk используется шмелями для выработки тепла в летных мышцах и значительного разогрева своего тела при низких температурах окружающей среды.